# Melanie Martinez
Melanie Adele Martinez  (sinh ngày 28 tháng 4 năm 1995)  là một ca sĩ, nhạc sĩ, diễn viên, đạo diễn, nhiếp ảnh gia và nhà biên kịch người Mỹ. Cô sinh ra ở Astoria, Queens và lớn lên ở Baldwin, New York, sau đó cô đã trở nên nổi tiếng vào năm 2012 sau khi xuất hiện trên chương trình tài năng ca nhạc truyền hình Mỹ The Voice. Sau chương trình, cô đã phát hành đĩa đơn đầu tay mang tên " Dollhouse ". Ký hợp đồng với Atlantic Records, cô đã phát hành EP đầu tay của mình, cũng được đặt tên là Dollhouse (2014). Martinez sau đó đã phát hành album phòng thu đầu tay của cô, Cry Baby (2015), sau đó đã được Hiệp hội Công nghiệp ghi âm Mỹ (RIAA) chứng nhận bạch kim vào tháng 2 năm 2017. Các bài hát của Martinez " Sippy Cup ", "Mad Hatter", " Mrs. Potato Head ", " Cry Baby ", " Pacify Her "  và " Soap ", tất cả bài hát đặc trưng trên Cry Baby, tất cả đều bằng vàng được chứng nhận tại Mỹ, và các bài hát của mình " Doll House"  và " Pity Party "  đã nhận được chứng nhận bạch kim từ RIAA. Martinez đã phát hành album phòng thu thứ hai của mình, K-12 (2019), cùng với bộ phim đi kèm của nó, như là một phần tiếp theo của cốt truyện của Cry Baby. Ca sĩ đã được gọi là " Nữ hoàng nhạc Emo - Pop ".

## Tuổi thơ
Martinez được sinh ra tại Astoria, Queens, với cha mẹ Mery và Jose Martinez, là người gốc Dominica và Puerto Rico. Gia đình cô chuyển đến Baldwin, New York, trên Long Island, khi Martinez lên bốn.  Cô đã nghe Brandy, Britney Spears, Shakira, The Beatles, Tupac Shakur, Biggie Smalls và Christina Aguilera lớn lên, và muốn trở thành ca sĩ từ nhỏ.
Martinez học trường tiểu học Plaza, tín nhiệm cô giáo Nadien dạy cô cách hát, và ở trường mẫu giáo, Martinez bắt đầu viết thơ. Martinez nói rằng cô có vài người bạn đồng hương đã trưởng thành hơn cô, vì cô "rất dễ xúc động" và cảm thấy khó giải thích cảm xúc của mình, khóc khi cảm thấy bị choáng ngợp. Cô còn tập học nhiếp ảnh và vẽ tranh. Do tính mít ướt của mình khi còn nhỏ,  cô nói rằng những người khác hay trêu cô là "em bé khóc nhè", điều này đã tạo ra nhân vật chính trong album đầu tay của cô, Cry Baby.
Martinez lớn lên trong một "gia đình Latin truyền thống" nơi cô cảm thấy xấu hổ khi nói về tính dục của mình và cảm thấy như thể cô sẽ không được chấp nhận nếu cô là người song tính. Cô nói rằng gia đình cô hiện đã hoàn toàn chấp nhận xu hướng tính dục của cô.
Năm mười bốn tuổi, Martinez đã tự học cách chơi ghi-ta bằng cách nghiên cứu sơ đồ hợp âm các bài hát mà cô yêu thích, cô tìm thấy trên mạng và viết bài hát đầu tiên của mình bằng cách thêm thơ vào một trong các sơ đồ hợp âm, nhưng nói rằng chơi guitar "đã xưa rồi". Martinez tốt nghiệp trường trung học Baldwin.

## Sự nghiệp

### 2012: Chương trìnhTài năng Varsity của MSGvàThe Voice
Năm 2012, trong năm học trung học cơ sở, Martinez đã tham gia chương trình tài năng MSG Varsity, một cuộc thi tài năng trên truyền hình. Cô trình bày bản cover bài Money (That's What I Want) của nhóm nhạc The Beatles (bản gốc là của Barrett Strong). Tuy nhiên, cô đã bị loại ở vòng hai.
Cuối năm 2012, Martinez đã thử giọng cho mùa thứ ba của The Voice. Cô đã không xem chương trình trước buổi thử giọng. Buổi thử giọng ban đầu, chưa được xác nhận là một cuộc gọi mở, được tổ chức tại Trung tâm Javits. Cô nhớ lại rằng trong khi cô và mẹ cô đang lái xe đến buổi thử giọng, chiếc xe của mẹ cô đã bị hỏng trước khi họ đến Đường hầm Queens – Midtown và hai người buộc phải "quá giang" một chiếc taxi để đến đó. Vài tháng sau buổi thử giọng đầu tiên, trong khi tại Roosevelt Field Mall, Martinez nhận được tin rằng cô đã tiến đến "vòng hai". Sau đó, cô đã nhận được nhiều cuộc gọi lại cho đến khi cuối cùng cô được chọn để thử giọng trong chương trình.
Martinez đã thử giọng bằng bài " Toxic " của Britney Spears. Ba trong số bốn giám khảo, Adam Levine, CeeLo Green và Blake Shelton, nhấn nút quay lại cho cô ấy. Martinez đã chọn Adam Levine làm huấn luyện viên của mình.
Trong Battle Round, Martinez đã thi đấu với Caitlin Michele. Họ đã biểu diễn một bản song ca của bài hát " Lights " của Ellie Goulding. Martinez đã chiến thắng và chuyển sang Vòng Loại Trừ. Michele đã bị đánh cắp bởi Cee Lo Green và cũng chuyển đi. Trong vòng Loại Trừ, Martinez được ghép đôi với Sam James. Cô đã chọn hát " Bulletproof " của La Roux. Levine đã loại James và Martinez chuyển đến Vòng Trực tTếp với tư cách là một trong năm thành viên còn lại của Đội Adam. Trong tuần một của Vòng trực tiếp, Martinez đã hát bài " Hit the Road Jack ". Phiếu bầu công khai đã cứu các thành viên của Đội Adam Amanda Brown và Bryan Keith.
Levine sau đó đã chọn Martinez thay Loren Allred và Joselyn Rivera để ở lại thi đấu. Trong tuần thứ ba, màn trình diễn " Seven Nation Army " của Martinez đã kết thúc thời gian bỏ phiếu ở vị trí thứ 10 trên Bảng xếp hạng 200 đơn hàng đầu iTunes, khiến số phiếu bầu trên iTunes của cô được nhân lên gấp mười. Điều này xảy ra một lần nữa trong tuần thứ tư, khi " Quá gần " kết thúc thời gian bỏ phiếu ở # 6. Martinez đã bị loại bởi khán giả bình chọn trong tuần thứ năm, cùng với thành viên của đội Adam, Amanda Brown, khiến Levine không còn thí sinh. Đáp lại, Martinez nói: "Tôi chưa bao giờ mong đợi sẽ đi xa đến thế và điều này vượt xa những gì tôi từng mơ ước. Tôi rất vui vì đã thể hiện mình là một nghệ sĩ và thực sự chạm đến trái tim của mọi người vì đó là mục tiêu cuối cùng. " 
     – Bản thu âm của màn trình diễn của cô lọt top 10 trên iTunes
| Tròn                    | Bài hát                                     | Nghệ sĩ gốc      | Ngày                      | Đặt hàng | Kết quả                            |
| ----------------------- | ------------------------------------------- | ---------------- | ------------------------- | -------- | ---------------------------------- |
| Vòng Giấu mặt           | " Toxic "                                   | Britney Spears   | Ngày 7 tháng 9 năm 2012   | 4.1      | 3 ghế xoay </br> Gia nhập đội Adam |
| Trận chiến              | " Lights " (vs. Caitlin Michele)            | Ellie Goulding   | Ngày 15 tháng 10 năm 2012 | 11,5     | Lưu bởi Coach                      |
| Vòng đấu loại trực tiếp | " Bulletproof " (vs. Sam James)             | la Roux          | 29 tháng 10 năm 2012      | 16,5     | Lưu bởi Coach                      |
| Phát trực tiếp          | " Hit the Road Jack "                       | Ray Charles      | Ngày 5 tháng 11 năm 2012  | 18.3     | An toàn (Lưu của Huấn luyện viên)  |
| Top 12                  | " Cough Syrup "                             | Young the Giant  | Ngày 12 tháng 11 năm 2012 | 21,9     | Được lưu bởi Bình chọn công khai   |
| Tôp 10                  | " Quân đội bảy quốc gia "                   | The White Stripe | Ngày 19 tháng 11 năm 2012 | 23.3     | Được lưu bởi Bình chọn công khai   |
| Top 8                   | " Too Close "                               | Alex Clare       | Ngày 26 tháng 11 năm 2012 | 25,4     | Được lưu bởi Bình chọn công khai   |
| Top 6                   | " The Show " (Lựa chọn của huấn luyện viên) | Lenka            | Ngày 3 tháng 12 năm 2012  | 27.10    | Loại bỏ                            |
| Top 6                   | " Crazy " (Lựa chọn của nghệ sĩ)            | Gnarls Barkley   | Ngày 3 tháng 12 năm 2012  | 27,6     | Loại bỏ                            |

### 2013 - 2014:Dollhouse EP

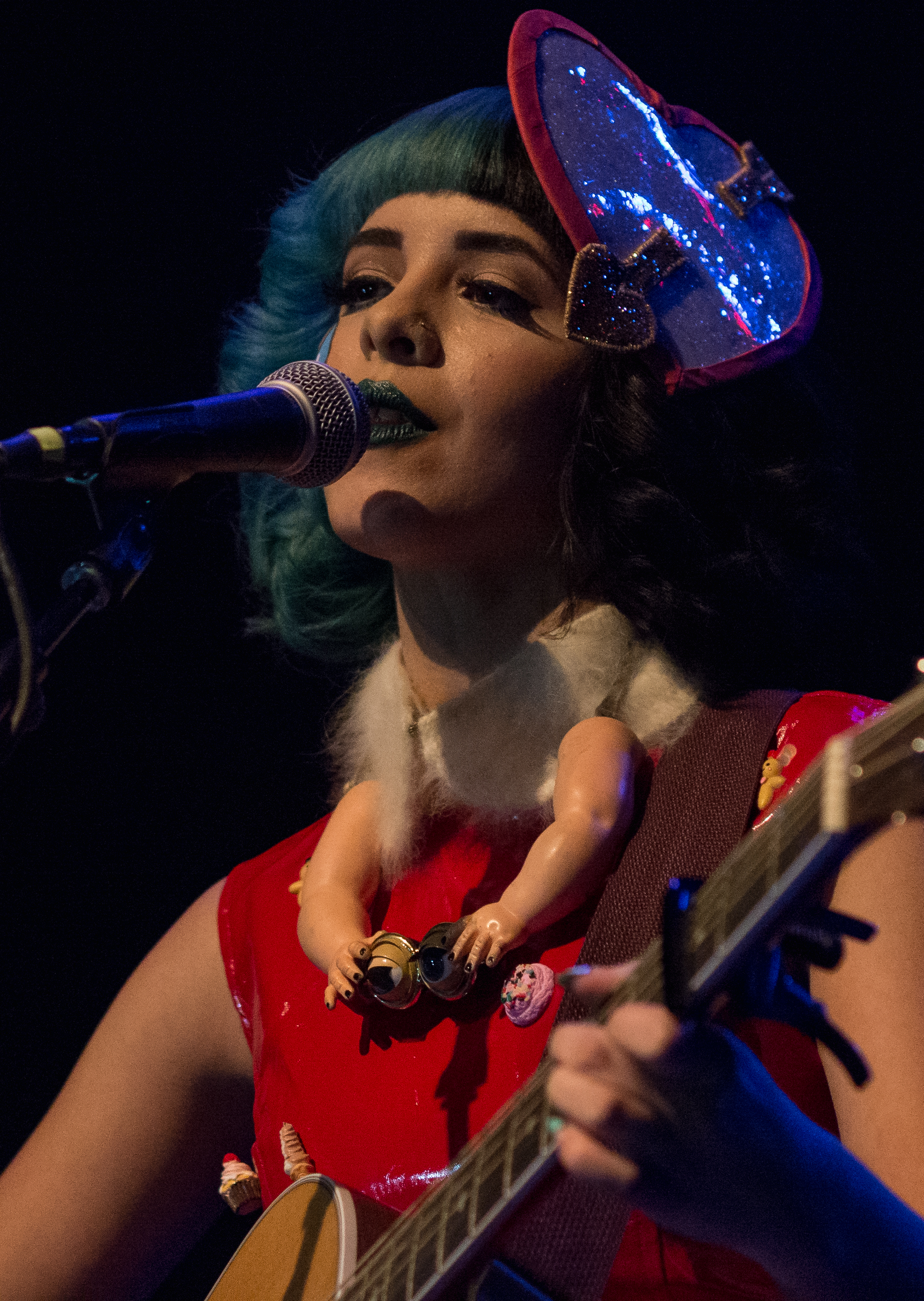
Martinez vào tháng 2 năm 2014

Sau buổi biểu diễn, Martinez bắt đầu làm việc độc lập và dành suốt năm 2013, viết lời cho các bài hát của cô. Cô đã phát hành đĩa đơn đầu tay, "Dollhouse", vào ngày 9 tháng 2 năm 2014.
Sau đó, cô đã so sánh câu chuyện của bài hát với bộ phim Edward Scissorhands, và nói rằng "[Đó] là ngôi nhà hoàn hảo với bãi cỏ hoàn hảo và tất cả đều giống nhau. Nhưng đằng sau mỗi ngôi nhà là một nhóm người đang che dấu sự giàu có và hoàn hảo của họ. "  Martinez cũng đã phát hành một video âm nhạc cho ca khúc, được tài trợ bởi một trang Indiegogo do Martinez tạo ra, và tóc, trang điểm và chụp đều do bạn bè của cô thực hiện. Bài hát được sản xuất và đồng sáng tác bởi bộ đôi sáng tác NYC Kinetic & One Love.
Vào ngày 7 tháng 4 năm 2014, Martinez đã ký hợp đồng với Atlantic Records và tuyên bố cuộc lưu diễn. Cô đã phát hành EP đầu tay của mình, Dollhouse, vào ngày 19 tháng 5 năm 2014. Đĩa đơn duy nhất từ EP, "Carousel", cũng được Hiệp hội Công nghiệp ghi âm Mỹ (RIAA) chứng nhận vàng, và góp mặt trong bản xem trước cho miniseries American Horror Story: Freak Show. Bài hát đạt vị trí thứ chín trên bảng xếp hạng Alternative Digital Songs. Một video cho ca khúc cũng được phát hành.

### 2015 - 2017:Cry Baby
Vào ngày 1 tháng 6 năm 2015, Martinez đã phát hành " Pity Party ", được chứng nhận vàng bởi RIAA. Martinez đã sample " Its My Party " của Lesley Gore thành phần điệp khúc của bài hát  . Vào ngày 10 tháng 7 năm 2015, Martinez đã phát hành đĩa đơn thứ hai của album, " Soap ". Video âm nhạc chính thức có hơn ba mươi triệu lượt xem trên YouTube, đứng ở vị trí thứ mười hai trên bảng xếp hạng  Alternative Digital Songs và số mười sáu trên bảng xếp hạng Pop Digital Songs. Theo sau là "Sippy Cup" vào ngày 31 tháng 7, được Martinez cho vào trong album mười bốn ngày sau đó. Cry Baby được phát hành vào ngày 14 tháng 8 năm 2015, để kiểm duyệt những lời khen ngợi. Album ra mắt ở vị trí thứ 6 trên Billboard 200. Martinez đã phát hành một đĩa đơn có chủ đề Giáng sinh, "Gingerbread Man", vào tháng 12 năm 2015. Cô ban đầu phát hành bài hát trên SoundCloud vào ngày 21 tháng 12 năm 2015 dưới dạng "quà tặng cho người hâm mộ", nhưng sau đó đã phát hành bài hát trên iTunes vào tháng 1 năm 2016 dưới dạng đĩa đơn. Video âm nhạc của bài hát "Cry Baby" của cô được phát hành vào ngày 14 tháng 3 năm 2016. Video âm nhạc theo phong cách karaoke cho "Alphabey Boys, do Martinez đạo diễn, được phát hành vào ngày 2 tháng 6 năm 2016. Martinez đã phát hành các video tính năng kép cho "Soap" và "Training Wheels" cùng với "Tag, You're it" và "Milk and Cookies".
Martinez đã hoàn thành thu âm album thứ hai của mình, mô tả nó như những câu chuyện về các nhân vật sống trong khu phố của Cry Baby. Vào tháng 10 năm 2016, cô đã phát hành một quảng cáo cho sản phẩm nước hoa của mình có tên Cry Baby Perfume Milk, thêm rằng "ý tưởng cho loại nước hoa này đã được nuôi dưỡng trong tâm trí tôi kể từ khi tôi viết xong album của mình." Nó được phân phối trực tiếp bởi hãng thu âm của Martinez, Atlantic, khiến họ trở thành hãng thu âm đầu tiên phân phối nước hoa. Vào tháng 11 năm 2016, Martinez đã phát hành EP thứ hai của mình, Cry Baby's Extra Clutter, là phiên bản đĩa than với các bonus tracks từ album Cry Baby cũng như đĩa đơn "Gingerbread Man". Cô đã phát hành video âm nhạc cho bài hát "Pacify Her" của mình sau đó vào tháng 12 năm 2016, theo sau đó là video cho bài hát "Mrs. Potato Head ". Video cho "Mad Hatter" được phát hành vào ngày 23 tháng 9 năm 2017. Cry Baby đã được chứng nhận Bạch kim vào ngày 24 tháng 2 năm 2017.

### 2017 - 2019: Album và phimK-12
Vào tháng 3 năm 2017, Martinez bày tỏ mong muốn được sản xuất một bộ phim kể về câu chuyện của từng bài hát trong album thứ hai của cô, giải thích "Tôi hiện đang viết một bộ phim... Tôi sẽ dành cả năm để làm việc đó, chỉ đạo, chụp, trang điểm và mọi thứ vì vậy nó rất nhiều công việc ". Vào ngày 15 tháng 5 năm 2019, Martinez đã phát hành đoạn giới thiệu đầu tiên cho album tiết lộ tiêu đề K-12, phát hành vào ngày 6 tháng 9, với bìa album được tiết lộ một ngày sau đó thông qua Instagram. Mặc dù bộ phim đã có mặt ở một số rạp trên toàn thế giới, Martinez cũng đã đăng bộ phim lên YouTube và đưa nó vào một phiên bản của album K-12 có thể tải xuống. Trong một cuộc phỏng vấn với PeopleTV, Melanie đã đề cập rằng cô có hai phần tiếp theo và hai album hình ảnh được lên kế hoạch tiếp theo từ album và phim K-12. Cô nói: "Tôi có kế hoạch cho bộ phim tiếp theo của mình, theo như tôi muốn làm, và bộ phim sau đó và cả hai đều có album kèm theo... Hy vọng rằng [quá trình] sẽ nhanh hơn lần này và sẽ không như bốn năm nữa vì tôi đã thực hiện nó ít nhất một lần và tôi đã vượt qua tất cả những đường cong học tập mà tôi phải tiếp cận và tìm ra. " 

### 2020:After School
Vào tháng 1 năm 2020, Martinez đã công bố một EP có tên After School, tiết lộ tiêu đề thông qua các câu chuyện trên Instagram của cô. EP sẽ được sản xuất như một phiên bản cao cấp của K-12. Vào ngày 10 tháng 2 năm 2020, quản lý của Martinez đã phát hành đĩa đơn đầu tiên từ After School, mang tên "Copy Cat". Bài hát có sự tham gia của rapper và nhạc sĩ người Mỹ Tierra Whack. Điều này đánh dấu lần đầu tiên Whack làm việc với tư cách chuyên nghiệp cùng Melanie Martinez, và lần đầu tiên Melanie Martinez đã giới thiệu một nghệ sĩ khác trong một trong những bài hát của mình.
EP After School đã được phát hành vào ngày 25 tháng 9 năm 2020 với 7 bài hát. Tuy nhiên, bài hát "Fire Drill" và đĩa đơn "Copy Cat" hợp tác với Tierra Whack, vốn dự kiến sẽ có mặt trong EP, đã bị loại khỏi EP và được phát hành như hai bài hát độc lập. Một bài hát khác trong EP - "The Bakery" sẽ thay thế vai trò đĩa đơn của "Copy Cat". Video âm nhạc  cho "The Bakery" đã được thả xích cùng ngày 25-9-2020 và đã lọt vào top 1,thịnh hành của nước Mỹ. Đây cũng là video âm nhạc đầu tiên của cô làm được điều này.
Martinez đã tuyên bố rằng cả 7 bài hát trong EP đều sẽ có một video âm nhạc.
2022 : PORTALS
Trong những tuần trước khi phát hành album, Martinez đã ra mắt một số bài hát trong album ở Nam Mỹ. Cô đã biểu diễn ở cả ba lễ hội Lollapalooza ở Nam Mỹ, cũng như Lễ hội dã ngoại Estéreo và một buổi biểu diễn solo nổi bật ở Santiago de Chile. Cô cũng bắt đầu tham gia Portals Tour.
Vào tháng 3 năm 2023, Martinez giới thiệu đĩa đơn chính "Death" trên Instagram, bao gồm một thông điệp khó hiểu và một bức ảnh cho thấy một bản ngã thay đổi của người ngoài hành tinh màu hồng "nổi lên từ hình dạng con người nằm sấp". Bài hát được phát hành vào ngày 17 tháng 3 năm 2023. Đĩa đơn được viết và sản xuất bởi Martinez, với sự đồng sản xuất của CJ Baran. Bài hát đạt vị trí thứ 95 trên Billboard Hot 100, đánh dấu bài hát gốc đầu tiên của cô trên Billboard Hot 100.[3]
"Void" được phát hành kỹ thuật số dưới dạng đĩa đơn thứ hai trong album vào ngày 29 tháng 3 năm 2023 và được gửi đến đài phát thanh thay thế ở Hoa Kỳ vào ngày 11 tháng 4 năm 2023. Bài hát đứng ở vị trí thứ 61 trên Hot 100.

## Nghệ thuật

### Phong cách âm nhạc
Âm nhạc của Martinez đã được mô tả là pop, alternative pop, electropop  và emo pop. Album đầu tay của cô Cry Baby và album thứ hai K-12 được nhìn thấy có nhạc nền hip hop và R &amp; B.
Chủ đề của các bài hát của Martinez thường dựa trên quá khứ cá nhân cô. Martinez mô tả âm nhạc của riêng mình là "tăm tối và phản ánh sự thật" và "hiphop/ trap lấy cảm hứng từ những âm thanh trẻ con ngày xưa đáng sợ như bàn piano đồ chơi của trẻ em, hộp nhạc và đồ chơi".
Âm nhạc của Martinez đã được The Guardian mô tả là " bất cần, nhạc điện tử rùng rợn ".  Rolling Stone mô tả âm nhạc của Martinez là "những bài hát ru về tình yêu, sự nguy hiểm và sự hoang dại", và so sánh âm nhạc của cô với "" COin-Operated Boy "- Dresdan Doll" và thánh nữ sầu muộn Hollywood - Lana Del Rey. Jon Parele của tờ New York Times ' mô tả âm nhạc của cô là "perch [ing] tiếng leng keng leng keng và những đoạn điệp khúc pop ngắn gọn giữa những âm bass chậm chạp, đáng ngại và bộ gõ của hip-hop miền Nam - một biến thể có phần ngọt ngào hơn dựa trên phong cách của Lorde và Lana Del Rey ", và mô tả giọng nói của cô, được Keaton Bell of the Red Dirt Report, phân loại là giọng nữ trầm, là" thì thầm, mỉa mai, đẫm nước mắt, [và] giận dữ ". Billboard ' Jason Lipshutz cũng so sánh Martinez với Lana Del Rey và Lorde, nói rằng, "Martinez rõ ràng được sinh ra từ cái nôi của dòng nhạc dream pop phong cách của Lorde và Lana Del Rey, nhưng trong khi cô giao chàng đập vào tư thế femme fatale cùng, cô thiếu tinh tế ảnh hưởng của mình", và rằng "Martinez là đáng ngưỡng mộ đầy tham vọng, nhưng khăng khăng cô trên bám vào lá ý tưởng trung tâm Cry Baby ' cô vặn vẹo vào các vị trí không thoải mái". Người bảo vệ gọi hình ảnh của cô là "giống như búp bê và quyết định emo... siêu thực", và mô tả âm nhạc của cô là " vần điệu một phần, câu chuyện cuộc đời bi thảm".
Martinez mô tả bản ngã thay đổi của cô và nhân vật chính trong album đầu tay của cô, Cry Baby, như một phiên bản " truyện cổ tích " của chính cô.

### Ảnh hưởng
Martinez đã trích dẫn Beatles, Khách sạn sữa trung tính, Feist, Kimbra, Zooey Deschanel, Regina Spektor, và CocoRosie là những ảnh hưởng của cô. Các album cụ thể có ảnh hưởng đến âm nhạc của cô bao gồm The Idler Wheel... của album Fiona Apple và Ariana Grande của Yours Truly và My Everything. Cô cho rằng "ảnh hưởng hip-hop nặng nề" trong âm nhạc của mình đối với cha cô chơi nhạc hip-hop trong nhà của gia đình thường xuyên trong thời thơ ấu.
Hình ảnh trong các video âm nhạc của Martinez đã bị ảnh hưởng bởi các nghệ sĩ thị giác yêu thích của cô: Mark Ryden, Aleksandra Waliszewska và Nicoletta Ceccoli. Cô ấy đặt tên cho Tim Burton như một ảnh hưởng lớn của cô ấy, và đã nói rằng để làm một bộ phim với anh ấy sẽ là "một giấc mơ" của cô ấy.

## Chứng thực và sản phẩm
Martinez hợp tác với công ty mỹ phẩm Lime Crime, Inc. để phát hành hai thỏi son "độc quyền": một thỏi son màu xanh có tên "Cry Baby" vào ngày 17 tháng 8 năm 2015 và một thỏi son màu nâu có tên "Teddy Bear" vào ngày 9 tháng 3 năm 2016. Vào ngày 25 tháng 10 năm 2016, cô đã phát hành một quảng cáo cho một loại nước hoa mới có tên Cry Baby Perfume Milk. Nó được phân phối trực tiếp bởi nhãn của Martinez, nhãn thu âm đầu tiên để phân phối nước hoa.

## Hình ảnh trong mắt công chúng
Năm mười sáu tuổi, sau khi xem 101 Dalmatians, Martinez đã nhuộm một nửa mái tóc vàng, cùng màu với Cruella de Vil. Cô trở nên nổi tiếng với vẻ ngoài  cũng như trang phục "búp bê trẻ em" trong các video âm nhạc và khi biểu diễn.

### Cáo buộc tấn công tình dục
Vào ngày 4 tháng 12 năm 2017, Timothy Heller, một người bạn cũ với Melanie, đã cáo buộc qua Twitter rằng Martinez đã tấn công tình dục và cưỡng hiếp cô. Ngày hôm sau, Martinez đã tweet một câu trả lời cho những lời buộc tội của Heller, nói rằng những lời cáo buộc "kinh hoàng và buồn bã" cô ấy, và rằng Heller "không bao giờ nói không với những gì [họ] đã chọn làm cùng nhau". Vào ngày 9 tháng 12 năm 2017, Martinez đã đưa ra một tuyên bố thứ hai, cảm ơn người hâm mộ của cô đã trích dẫn "tuyên bố sai lầm" của Heller. Cô kết thúc tuyên bố với: "... Tôi sẽ không bao giờ thân mật với ai đó nếu không có sự đồng ý tuyệt đối của họ. "   Martinez đã phát hành bài hát " Piggyback " trên SoundCloud, một hành động được cho là để đáp lại lời buộc tội của Heller.

## Danh sách đĩa hát
Album phòng thu
- Cry baby (2015)
- K-12 (2019)
- PORTALS (2023)

## Đóng phim

### Phim ảnh
| Năm  | Tiêu đề | Vai trò  | Ghi chú                                              |
| ---- | ------- | -------- | ---------------------------------------------------- |
| 2019 | K-12    | Cry Baby | Ngoài ra còn là biên kịch, đạo diễn và nhà soạn nhạc |

### Chương trình truyền hình
| Năm  | Tiêu đề   | Vai trò                   | Ghi chú |
| ---- | --------- | ------------------------- | ------- |
| 2012 | The Voice | Chính mình / Người dự thi | Mùa 3   |

### Web
| Năm        | Tiêu đề       | Vai trò     | Ghi chú              |
| ---------- | ------------- | ----------- | -------------------- |
| 2019202020 | Tín dụng thêm | Chính cô ấy | Loạt YouTube Premium |

## Tour diễn
Nghệ sĩ dẫn đầu
- Tour Dollhouse (2014 - 2015)
- Tour Cry Baby (2015 - 2016)
- Tour K-12 (2019 - 2020)

Các show diễn khác với tư cách khách mời
- Lindsey Stirling - Music Box Tour (2015)
- Adam Lambert - The Original High Tour (2016)